# Йоханнес Каппейне ван де Коппелло
Йоханнес Каппейне ван де Коппелло (нидерл. Joannes Kappeyne van de Coppello ; 2 октября 1822, Гаага — 28 июля 1895, там же) — нидерландский политический и государственный деятель, юрист, премьер-министр Нидерландов (3 ноября 1877–20 августа 1879). Министр внутренних дел Нидерландов (1877—1879).

## Биография
Изучал право в Лейденском университете. Занимался адвокатской практикой в Гааге. С 1862 года избирался депутатом Палаты представителей Нидерландов. Был членом Либеральной партии Нидерландов, вскоре стал признанным партийным лидером (1866–1867).
В 1877 году Каппейну было предложено сформировать новый кабинет министров. С 3 ноября 1877 по 20 августа 1879 года занимал пост премьер-министра Нидерландов.
В 1877 - 1879 годах — Министр внутренних дел Нидерландов.
С 1888 по 1893 год был членом Первой палаты представителей Нидерландов.
С 1860 года – член Королевской академии наук и искусств Нидерландов.
Сделал себе имя как писатель-юрист благодаря многочисленным эссе и трактатам, почти все из которых напечатаны в журнале Themis.

## Избранные публикации
- «Трактат о римском государственном и частном праве» (Штутгарт, 1855 г.)